# ズッコケ男道
『ズッコケ男道』（ズッコケおとこみち）は、関ジャニ∞の楽曲。2007年4月11日にインペリアルレコードから6枚目のシングルとして発売された。

## 概要
- 前作『関風ファイティング』から約4か月振りのリリース。
- CDは初回限定盤、通常盤の2形態で発売。
- 本作よりレコードレーベルをテイチクエンタテインメントの演歌部門の『テイチクレコード』から、ポップス部門の『インペリアルレコード』へと移籍した。
- 表題曲「ズッコケ男道」は、男っぽさを引き出したノリの良いファンク風のナンバーとなっている[9]。
  - 同曲は、THE イナズマ戦隊の上中丈弥からの楽曲提供である[6]。
  - 同曲は、エムティーアイ『music.jp』とKADOKAWA『dwango』のCMソングとして起用された[9]。
  - 2015年6月5日、テレビ朝日系『ミュージックステーション』にて、同曲をバンドバージョンで初披露[10]。
    - 以降、音楽番組やライブなどでバンドバージョンでの披露が多くなり、バンド曲としても定着した[11][12]。

  - 後に33rdシングル『前向きスクリーム!』の通常盤にて、前述の『ミュージックステーション』で披露時の形態を元にした、同曲の一発録りのバンドバージョンが再録された[13]。
    - 自身の既存の楽曲がシングルのカップリングとして再録されるのは今回が初である。

  - 2024年1月3日、YouTubeチャンネル『THE FIRST TAKE』に関ジャニ∞が初出演し、同曲がバンドバージョンで披露された[14][15][16][注 2]。
    - 今回の披露は「同チャンネル史上初のスペシャル演出」として[14]、同曲に加えて「友よ」もサプライズで披露された。

  - 関ジャニ∞がグループ名を「SUPER EIGHT」に変更後初歌唱として、テレビ朝日系『ミュージックステーション』にて同曲と「勝手に仕上がれ」がメドレーで披露された[19][20]。
  - 2024年2月21日、前述の『THE FIRST TAKE』での歌唱音源が配信限定シングルの1曲目「ズッコケ男道 - From THE FIRST TAKE」として配信リリースされた[21][22][23]。
- カップリングの「愛に向かって」は、軽快なビートが心地よく、愛を信じるポジティヴな色合いのポップ・ロックとなっている[9]。
  - 同曲は、NHK教育アニメ『忍たま乱太郎』の第15・16シリーズのエンディングテーマである[9][24]。
    - 同作のエンディングテーマには「桜援歌(Oh!ENKA)」から引き続き2回目の起用となる。
    - アニメーションは忍術学園の塀をバッグに乱太郎、きり丸、しんべヱが右から左へダッシュする映像となっている[注 3]。イラスト紹介の部分は、第15期は前期のEDと同じものを使用していたが、第16期は同期よりハイビジョン制作に移行したため、当時のOP映像の冒頭部が流用された。15周年スペシャル「ドクタケ温泉の段」でもこの曲がEDとして使用されたが、同スペシャルでは通常のTVサイズよりも若干長めのバージョンが使用されている。
- その他、通常盤のみのカップリングとして「Explosion」を収録[25]。
- 本作は、大阪・京セラドーム大阪で開催された、自身初のドーム公演である『関ジャニ∞ えイトっ!ホンマ!?ビックリ!!ドームコンサート in OSAKA』にて発売が発表された[26][27][28]。
- 2024年1月1日、デビュー20周年を記念し、過去にリリースされた全楽曲が各種音楽ダウンロードサービス、サブスクリプションサービスで配信されることに伴い、表題曲「ズッコケ男道」がベストアルバム『8EST』の収録曲、同年1月24日には同曲がアルバム『KJ2 ズッコケ大脱走』の収録曲として配信開始され、同年1月31日には本作の全収録曲の配信も開始された[29][30][31]。

### 各形態概要
| 曲名         | 形態 | 形態 |
| 曲名         | 初回 | 通常 |
| ------------ | ---- | ---- |
| 愛に向かって | ○    | ○    |
| Explosion    | ×    | ○    |

| 特典内容                             | 形態       |
| ------------------------------------ | ---------- |
| コンサートON-OFFショットミニポスター | 初回限定盤 |

## 販売形態
- 発売日：2007年4月11日
  - 初回限定盤（TECI-801：CD）
    - コンサートON-OFFショットミニポスター封入

  - 通常盤（TECI-802：CD）
- 発売日：2015年7月1日
  - 通常盤：再発売（JACA-5525：CD）
    - 自身の所属レコード会社を『テイチクエンタテインメント』から『INFINITY RECORDS』へ移籍したため、INFINITY RECORDSより再発売。
- 発売日：2019年7月12日
  - 通常盤：十五催ハッピープライス盤（JSNC-1506：CD）
    - 自身の配信アプリ『関ジャニ∞アプリ』対応のため、15%オフでの再発売。
- 発売日：2024年1月31日
  - 配信作品
    - デビュー20周年を記念した音楽ダウンロードサービスおよびサブスクリプションサービスでの配信[29][30][31]。
- 発売日：2024年2月21日
  - 配信限定シングル
    - YouTubeチャンネル『THE FIRST TAKE』出演時の歌唱音源[21][22][23]。

## チャート成績

### シングルチャート順位
- オリコンチャート
  - 初週19.7万枚を売り上げ、2007年4月23日付の「オリコン週間 CDシングルランキング」で週間1位を獲得した[1]。
    - 演歌・歌謡ランキングにおいて「通算1位数」「連続1位数」「初動売上枚数」で歴代1位の3冠達成となった[1]。
    - 2作連続通算3作目の1位獲得となり、通算の1位獲得数で、演歌・歌謡ランキングで歴代1位となった[1]。
    - 演歌・歌謡の2作連続総合1位獲得は32年9ヵ月振りであり、演歌・歌謡歴代1位タイ記録となった[1]。

  - 累計212,662枚を売り上げ、2007年4月度「オリコン月間 CDシングルランキング」で月間3位を獲得した[2]。
  - 累計231,328枚を売り上げ、2007年度「オリコン上半期 CDシングルランキング」で上半期12位を獲得した[3]。
  - 累計235,140枚を売り上げ、2007年度「オリコン年間 CDシングルランキング」で年間18位を獲得した[4]。

### 各曲チャート順位
- Billboard JAPAN
  - 2024年1月10日公開の「Billboard Japan Download Songs」で表題曲「ズッコケ男道」が週間59位を獲得した[5][注 4]。

## 収録曲
1. ズッコケ男道 - [5:10]
作詞：上中丈弥
作曲：ピエール
編曲：白井良明
  - エムティーアイ『music.jp』CMソング[9]
  - KADOKAWA『dwango』CMソング[9]
  - THE イナズマ戦隊の上中丈弥からの楽曲提供。
  - 33rdシングル『前向きスクリーム!』通常盤にて同曲のバンドバージョンを収録[13]。
  - 楽曲を提供したTHE イナズマ戦隊のアルバム『GLORY DAYS』にて、同曲のセルフカバーを収録[32]。
  - 2024年1月3日にYouTubeチャンネル『THE FIRST TAKE』でバンドバージョンが披露された[14][15][注 2]。
2. 愛に向かって - [3:14]
作詞：MASA
作曲・編曲：馬飼野康二
  - NHK教育アニメ『忍たま乱太郎』第15・16シリーズエンディングテーマ[9][24]
3. Explosion - [4:05]
作詞：白井裕紀、新美香
作曲：加藤裕介
編曲：鈴木雅也
  - 通常盤・配信作品のみ収録。
4. ズッコケ男道 (オリジナル★カラオケ)
  - CD作品のみ収録。

## 楽曲提供者
- 上中丈弥（THE イナズマ戦隊）
  - 「ズッコケ男道」（作詞）

## 収録作品

### アルバム
ズッコケ男道
- 2ndアルバム『KJ2 ズッコケ大脱走』
- 1stベストアルバム『8EST』
- 2ndベストアルバム『GR8EST』（201∞限定盤 特典CD）

※メドレーの1曲として収録。
- 配信限定アルバム『関ジャニ∞のいろは』

※5人の再録バージョンおよび1ハーフバージョンを収録。
- 配信限定アルバム『関ジャニ∞のいろは2023』

※5人の再録バージョンおよび1ハーフバージョンを収録。

愛に向かって
- コンピレーションアルバム『忍たま乱太郎 20th アニバーサリーアルバム オープニング&エンディング集』
- コンピレーションアルバム『忍たま乱太郎 30 years anniversary THE BEST SONGS』

### シングル
ズッコケ男道
- 24thシングル『涙の答え』（通常盤 初回プレス分）

※リミックス音源のメドレーの1曲として収録。
- 33rdシングル『前向きスクリーム!』（通常盤）

※バンドバージョンを収録。
- 配信限定シングル『ズッコケ男道〜友よ - From THE FIRST TAKE』

※5人体制で出演したYouTubeチャンネル『THE FIRST TAKE』の歌唱音源「ズッコケ男道 - From THE FIRST TAKE」を収録。

### 映像作品

#### ライブ映像
ズッコケ男道
- 4thライブDVD『47』
- NEWS 3rdライブDVD『NEWS CONCERT TOUR pacific 2007 2008 -THE FIRST TOKYO DOME CONCERT』

※錦戸を含めたNEWSが披露。
- 5thライブDVD『TOUR 2∞9 PUZZLE』
- 6thライブDVD『COUNTDOWN LIVE 2009-2010 in 京セラドーム大阪』
- 7thライブDVD/Blu-ray『KANJANI∞ LIVE TOUR 2010→2011 8UPPERS』
- 8thライブDVD/Blu-ray『KANJANI∞ 五大ドームTOUR EIGHT×EIGHTER おもんなかったらドームすいません』
- 9thライブDVD/Blu-ray『KANJANI∞ LIVE TOUR!! 8EST 〜みんなの想いはどうなんだい?僕らの想いは無限大!!〜』
- 10thライブDVD/Blu-ray『KANJANI∞ LIVE TOUR JUKE BOX』
- 11thライブDVD/Blu-ray『十祭』
- 12thライブDVD/Blu-ray『関ジャニズム LIVE TOUR 2014≫2015』
- 13thライブDVD/Blu-ray『関ジャニ∞リサイタル お前のハートをつかんだる!!』
- 14thライブDVD/Blu-ray『関ジャニ∞の元気が出るLIVE!!』
- 16thライブDVD/Blu-ray『関ジャニ'sエイターテインメント』
- 39thシングル『奇跡の人』（期間限定盤 特典DVD）
- 17thライブDVD/Blu-ray『関ジャニ'sエイターテインメント ジャム』
- 18thライブDVD/Blu-ray『関ジャニ'sエイターテインメント GR8EST』
- 42ndシングル『crystal』（期間限定-多謝台湾-盤 特典DVD）
- 19thライブDVD/Blu-ray『十五祭』
- 44thシングル『Re:LIVE』（期間限定盤B 特典DVD）
- 20thライブDVD/Blu-ray『KANJANI'S Re:LIVE 8BEAT』

※完全生産限定-Road to Re:LIVE-盤の特典DVD/Blu-rayにも収録。
- 47thシングル『喝采』（完全生産限定盤 特典DVD/Blu-ray）
- 21stライブDVD/Blu-ray『KANJANI∞ STADIUM LIVE 18祭』
- 22ndライブBlu-ray/DVD『KANJANI∞ DOME LIVE 18祭』
- 50thシングル『アンスロポス』（初回限定「冬」盤・初回限定「炎」盤 特典Blu-ray/DVD）
- 23rdライブBlu-ray/DVD『超ARENA TOUR 2024 SUPER EIGHT』（完（CAN）全生産限定盤 特典Blu-ray/DVD）

※完（CAN）全生産限定盤・初回限定盤の『SUPER EIGHTアプリ』限定配信特典にも収録。
- 24thライブBlu-ray/DVD『超DOME TOUR 二十祭』

愛に向かって
- 4thライブDVD『47』
- 44thシングル『Re:LIVE』（期間限定盤B 特典DVD）

Explosion
- 4thライブDVD『47』

#### ミュージック・ビデオ
ズッコケ男道
- 33rdシングル『前向きスクリーム!』（初回限定盤 特典DVD）

※バンドバージョンのMV（∞イッパツ録り映像）を収録。

## カバー
ズッコケ男道
- THE イナズマ戦隊（2012年12月12日発売、アルバム『GLORY DAYS』収録）

## THE FIRST TAKE
『ズッコケ男道 - From THE FIRST TAKE』（ズッコケおとこみち フロム ザ・ファースト・テイク）は、SUPER EIGHTの楽曲。『ズッコケ男道〜友よ - From THE FIRST TAKE』（ズッコケおとこみち ともよ フロム ザ・ファースト・テイク）のタイトルで、2024年2月21日にINFINITY RECORDSから配信限定シングルとして配信リリースされた。

### 概要（THE FIRST TAKE）
- 関ジャニ∞がグループ名を「SUPER EIGHT」に変更後、初の音楽作品[注 5]。
- 自身初の配信限定シングル[注 6]。
- 本曲は、2024年1月3日に出演したYouTubeチャンネル『THE FIRST TAKE』の歌唱音源である[21][22][23]。
  - なお、同チャンネルで本曲と共に披露した「友よ」の音源であるである「友よ - From THE FIRST TAKE」は、『ズッコケ男道〜友よ - From THE FIRST TAKE』の1曲として本曲と同時配信リリースされた[21][22][23]。

### 選曲の経緯
『THE FIRST TAKE』に出演するにあたり、楽曲披露の選曲は、バンド曲とそうでない曲の1曲ずつ披露というところから決まったといい、同年1月1日から行ったサブスク解禁や前年に出演したフェスの1曲目として演奏していたこともあり、「一番分かりやすいバンド曲」として本曲の披露が決まった。

### チャート成績（THE FIRST TAKE）
- オリコンチャート
  - 2024年2月21日付の「オリコンデイリー デジタルシングル（単曲）ランキング」で初登場15位を獲得した[33]。
- Billboard JAPAN
  - 2024年2月28日公開の「Billboard Japan Download Songs」で週間64位を獲得した[34]。

### 収録曲（THE FIRST TAKE）
1. ズッコケ男道 - From THE FIRST TAKE - [3:37]
作詞：上中丈弥
作曲：ピエール